# ふぉうちゅんドッグす
『ふぉうちゅんドッグす』（Fortune Dogs）は、テレビ東京系列局（TXN）ほかで放送されていたテレビアニメおよび講談社の少女漫画雑誌『なかよし』に連載されていた漫画作品である。本作に登場する約48種類の犬は、2001年4月に発売された書籍『いぬ占い』が原点となっている。

## ストーリー
フレンチ・ブルドッグのアレックスは、人間の女の子アイちゃんと仲良く暮らしていた。しかし、ある日誤って独りでバスに乗り込んでしまい、アイちゃんから遠く引き離されてしまう。途方に暮れるアレックスだったが、気を取り直し、アイちゃんの住む町を目指して旅に出る決心をする。
長い旅の末、アイちゃんとの再会を果たしたものの、とある事件をきっかけとして「ふぉうちゅんツリー」なるものを探しに再び旅に出ることになる。
一見すると子供向けの毒気のないアニメに見えるが、生きていく事の辛さや、生と死を描く本格的なエピソードも多い。物語終盤はさらに作風が一変し、怒涛の展開となっている。

## 登場人物

### 主要人物
フレディ / アレックス
声 - 小林由美子
本作の主人公。フレンチ・ブルドッグのオス。生まれてすぐにペットショップ「ハッピーケンネル」に連れてこられたため、世の中のことをあまりよく知らない。性格は子供らしく純粋で何事にも積極的。また、危険を感じ取る不思議な力を持つ。
飼い主となったアイちゃんから「アレックス」という名前を貰うが、彼女に語られた御伽話をきっかけに旅の途中で「フレディ」と名乗るようになる。物語終盤では、その「フレディ」という名が重要なテーマを担うことになる。
アイちゃん
声 - たかはし智秋
フレディ（アレックス）の飼い主の女の子。「ハッピーケンネル」でフレディと出会い、当初の印象はあまり良くなかったようだったが、後に考えを改めて大切に育てることを決意する。「アレックス」と名づけ、懸命に世話を続けた。
散歩の最中にちょっとした手違いでフレディと離れ離れになってしまい、元気を失くしてしまう。別れる以前に彼女がフレディに何の気なしに語ったお伽話は本編で重要な役割を果たすことになる。
ドッチ
声 - 水島裕
ダックスフントのオス。気取り屋かつお調子者で、頭を使うことに関してはあまり得意では模様。メスの犬をナンパするなどだらしないように思われるが、涙もろい一面もある。
かつて飼い主との悲しい別れを経験して以来人間を信用しなくなり、野良犬であることを誇りに生きるようになる。フレディにとっては初めて出来た旅の仲間で、彼のお兄さん的存在になる。人間に対しては一部の例外を除いて、全編通して心を開かない態度が目立ったが、旅の途中でのハーモニカ吹きのおじいさんとの出会いにより変化を見せる。
マックス / サムソン
声 - 遠近孝一
ボクサーのオス。フレディとは「ハッピーケンネル」で出会って以来の付き合い。旅の途中で偶然再会した頃、番犬として飼われていたのだが役立たずと見なされ、飼い主に追い出されて旅の仲間となる。ポッチからは「サムソン」と呼ばれている。
おっちょこちょいかつ気弱でかなりの食いしん坊で、常に腹を空かせている。その一方で心優しく、ボクサー犬らしい力強さも持ち合わせている。冬の寒空の下でフレディが体調を大きく崩した際にとある獣医師ジム（声 - 大川透）と出会い、それが彼の転機となる。
コッコ
声 - たかはし智秋
アメリカン・コッカー・スパニエルのメス。フレディが旅の途中で立ち寄った家の飼い犬だったが、その家に赤ちゃんが産まれたことで自分の存在が邪魔になったと感じ、フレディの旅の手助けも兼ねて彼の旅に同行する。
フレディにとってはお姉さん的存在で、恋愛事に興味を示したりと乙女チックな一面もある。非常にしっかり者で、お調子者のドッチとはよく喧嘩になるが、互いを意識しあうといった面も。感情よりも理屈を優先させる強がりな一面がある。旅の過程で、最終的にかつての我が家にたどり着く。
エージ
声 - 乃村健次
ジャーマン・シェパードのオス。「ハッピーケンネル」の近くに居を構える野良犬。「ふぉうちゅんツリー」の存在は認識していたようだが、自分の手には負えないものと悟り、フレディに後を託す。
ドン・コロコローネ / ドンコロ
声 - 仲野裕
大泥棒である飼い主のために犯罪に加担する極悪犬のオス。見た目に反して心根は優しく、フレディの良き友となる。マックス同様、フレディとは「ハッピーケンネル」以来の付き合い。飼い主への想いは人一倍強く、その想いが強すぎたために彼の歩む道は次第に歪んでいく。

### その他の人物
グレース
声 - 堀越真己
エージとは種は違えど良き間柄なメスの猫。
ノッペ
声 - 川村拓央
ブルテリアのオス。ドンコロの子分。お調子者で、後にフレディのことも「兄貴」と呼ぶようになる。
コワルスキー
声 - 樫井笙人
ワイマラナーのオス。ドンコロの子分。
シバタ
声 - 渡辺明乃
柴犬のオス。フレディと同じく「ハッピーケンネル」出身。シーナとは大の仲良しで、いつも一緒にいたのだが、別々の飼い主に引き取られ離れ離れになってしまう。その後は劇団として働いている女性・アリス（声 - 斎藤梨絵）に引き取られ、その手伝いをしていた。後にシーナと再会することになる。
チビヤマ
声 - 松本美和
チワワのオス。フレディと同じく「ハッピーケンネル」出身で、パピーと仲が良い。
パピー
声 - 谷井あすか
パピヨンのメス。チビヤマと仲が良い。
シーナ
声 - 福圓美里
シーズーのメス。頭の緑色のリボンがチャームポイント。フレディと同じく「ハッピーケンネル」出身。シバタとは大の仲良しで、いつも一緒にいたのだが、老夫婦に引き取られ、離れ離れになってしまう。後にシバタと再会することになる。
アーネスト
声 - 松谷彼哉
アフガン・ハウンドのメス。
マータフ
声 - 永野善一
ドーベルマンのオス。関西弁で話すお調子者の犬。キャミーとは知り合い。
キャミー
声 - 田口宏子→中川亜紀子
キャバリアのメス。フレディと同じく「ハッピーケンネル」出身。首もとの赤い水玉のリボンがチャームポイント。お金持ちの女性に飼われており、コンテストで何回も優勝している。後にフレディ達と再び会うことになる。
ウエルシー
ウエスト・ハイランド・ホワイト・テリアのオス。
リョーマ
声 - 鈴木勝美
土佐犬の野良犬のオス。実は年老いた女性の飼い犬だったが、彼女が持病の心臓発作で緊急で病院に運ばれて入院をしたため、自分は捨てられたと思い込み、人間を信用できなくなってしまった。後に飼い主と再会する。フレディに野良犬としての生き方とマーキングを教えた張本人である。
フリーザー
声 - 永野善一
シベリアン・ハスキーのオス。気性の荒い性格。縄張り意識の強く、リョーマと争ったことがある。誰かに飼われていたようだが、フォーチュンツリーによって野良犬となる。
キッチン
声 - 川村拓央
ラフ・コリーのオス。
ダルジャン
声 - 鈴木紀子
ダルメシアンのメス。
ムック
声 - 布目貞雄
オールド・イングリッシュ・シープドッグのオス。ホワイティと共に牧場で羊の世話をしている。しかし、羊が思い通りに動いてくれないため、いつも陰で泣いている。
ホワイティ
声 - 谷井あすか
プードルのメス。ムックと共に牧場で羊の世話をしている。しっかりとした性格で、泣き虫のムックをなだめている。
エドガー
声 - 樫井笙人
ワイア・フォックス・テリアのオス。
キンタ
声 - 山口勝平
ゴールデン・レトリバーのオス。ジャズの息子。バーナードンとは知り合い。
ジャズ
声 - すずき紀子
ゴールデン・レトリバーのメス。キンタの母親。人間嫌いで人間のことを信用しておらず、息子を連れて町を出ようとしていた。
バーナードン
声 - 中田雅之
セント・バーナードのオス。かなりの歳のため、目が見えない。フォーチュンツリーのことをよく知っている人物で、守り石を持っていた。後に飼い主を助けるために彼に会ったドンコロによって奪われてしまう。ドンコロによって負わされた傷が深かったため、フレディ達の前で息を引き取る。
コースケ
声 - 立野香菜子
ノーリッチ・テリアのオス。
ポッチ
声 - 松本梨香
雑種のオス。いつも鼻水を垂らしていてやる気の無い性格。元々いたペットショップでも売れ残っていた。飼い主の家族にも呆れられており、マックスを「サムソン」と呼んで可愛がっていたが、ある事が切っ掛けで信頼関係が生まれる。
レオン
声 - 松本大
ブラッドハウンドのオス。
ブルート
声 - 遠藤純一
ブルドッグのオス。シーナやアイちゃんにフレディと間違われ、自分の方がいい男だと言っていた。
ユーピー
声 - 小桜エツ子
ロボット犬のオス。いつも同じ言葉を繰り返しており、フレディたちには宇宙人と間違われた。
ゼンジー
声 - 水田わさび
ペキニーズのオス。猫の鳴き真似をしながら何度もレイナにアタックを続けている。飼い主はいるようだが、フレディ達が滞在していたときには留守中だった。
レイナ
声 - 松井菜桜子
ゼンジーと親しいメスの猫。鳥に襲われていた所を助け、ゼンジーが恋するきっかけとなる。
トミコ
声 - 雪野五月
シャー・ペイのメス。ドッチに恋するが、当のドッチからは個性的な見た目から避けられている。見た目は個性的だが心優しい性格で、芸をして日々食べ物を集めている。かつてはヒメチンやアイリと共に若い男性（声 - 遠近孝一）に飼われていたが、現在はアイリとヒメチンと共に暮らしている。アイリたちからは「姫」と呼ばれている。
アイリ
声 - 桐本琢也
アイリッシュ・セッターのオス。トミコと同じ家でヒメチンと共に暮らしている。トミコのことを「トミコ姫」と呼んでおり、彼女の執事のような存在であると同時にトミコのことを慕っている。
ヒメチン
声 - 釘宮理恵
狆のメス。トミコと同じ家で暮らしている。勝気な性格で、ドッチをよく思っていない。
ブライト
声 - 平川大輔
サモエドのオス。飼い主が出張中のため、ポロンやマルコと共に動物医師によって預けられている。
ポロン
声 - 岡村明美
ポメラニアンのオス。ある理由により、ブライトやマルコと共に動物医師によって預けられていた。後に病気がひどくなるが、手術によって一命を取り留めた。雪の中を元気に駆け回っていたが、マックスの目の前で亡くなってしまう。
マルコ
声 - 小林けい
マルチーズのメス。下痢が酷くてブライトやポロンと共に動物医師によって預けられている。
ヨーコ
ヨークシャー・テリアのメス。頭の赤いリボンがチャームポイント。犬を甘やかす中年女性に飼われている。
ジャッキー
声 - 浅野まゆみ
ジャック・ラッセル・テリアのオス。
リキュー
声 - 長島雄一
秋田犬のオス。
ワン
声 - すずき紀子
チャウチャウのメス。
シュナエモン
声 - 石井隆夫
ミニチュア・シュナウザーのオス。野良犬で、フレディに餌の摂り方を教える。
サンペー
声 - 高木礼子
ウェルシュ・コーギーのオス。
ラブリー
声 - 檜山修之
ラブラドール・レトリバーのオス。
シェトラン
声 - 永島由子
シェットランド・シープドッグのオス。
パグボー
声 - 伊東みやこ
パグのオス。いつも鼻水を垂らしている。物事をハッキリと言う性格。絵本のフレディを尊敬している。
ビーチャン
声 - 坂本千夏
ビーグルのオス。
ミニッチ
ミニチュア・ピンシャーのオス。

## 主題歌
オープニングテーマ
「ワンダフルLife」
作詞 - yoshi / 作曲 - 三原宏之 / 編曲 - F.Z.C、太平太一 / 演奏・歌 - FANTA ZERO COASTER
エンディングテーマ
「チガウ夢」（第1話 - 第30話）
作詞 - 山野英明 / 作曲 - 森英治 / 編曲 - ピカソ / 歌 - 吉沢梅乃
「keep contact」（第31話 - 第39話）
作詞・作曲 - 熊谷尚武 / 編曲 - KUMACHI、原田末秋 / 歌 - KUMACHI

## スタッフ
- 原作 - 友野康治、岸原周司
- 監督 - 斉藤博
- 企画 - 今西和人、円谷粲
- キャラクターデザイン - 関修一
- 美術監督 - 阿部泰三郎、土橋誠
- 音響監督 - 高橋秀雄
- プログラムマネージメント - 中村直樹
- 音楽プロデューサー - 折本雄一
- 音楽 - 元倉宏、AMAZeus
- 音楽協力 - テレビ東京ミュージック
- プロデューサー - 山川典夫、並木俊治、岡川晃基
- アニメーション制作 - ベガエンタテイメント
- 製作 - テレビ東京、テレビ東京メディアネット、円谷映像

## 放送リスト
放送日はテレビ東京のもの。なお、第13話までと第14話以降とでは放送日時が異なる。
| 話数 | サブタイトル              | 脚本            | 絵コンテ | 演出              | 作画監督       | 放送日        |
| ---- | ------------------------- | --------------- | -------- | ----------------- | -------------- | ------------- |
| 1    | 運命の出会い              | 待田堂子        | 斉藤博   | 斉藤博            | 嶋津郁雄       | 2002年 7月4日 |
| 2    | 突然のさよなら            | 待田堂子        | 寺本幸代 | 寺本幸代          | はっとりますみ | 7月11日       |
| 3    | 2番目の友達、ドッチ       | 待田堂子        | 斉藤博   | 三宅綱太郎        | 高橋昇         | 7月18日       |
| 4    | キャミーの休日            | 待田堂子        | 島津奔   | 安形優篤          | 柳瀬譲二       | 7月25日       |
| 5    | 迷子のフレディー          | 藤本信行        | 細谷秋夫 | 白石道太          | 松崎一         | 8月1日        |
| 6    | 老犬のプライド            | 藤本信行        | 斉藤博   | 斉藤博            | 嶋津郁雄       | 8月8日        |
| 7    | 本当のパートナー          | 藤本信行        | 小林三男 | 三宅綱太郎        | はっとりますみ | 8月15日       |
| 8    | マックスと再会            | 待田堂子        | 寺本幸代 | 寺本幸代          | 高橋昇         | 8月22日       |
| 9    | がんばれ! ムック!         | 待田堂子        | 斉藤博   | 横田和善          | 柳瀬譲二       | 8月29日       |
| 10   | 心の絆                    | 藤本信行        | 小林三男 | 小林三男          | 嶋津郁雄       | 9月5日        |
| 11   | 走れ! フレディー!         | 藤本信行        | 小林三男 | 三宅綱太郎        | はっとりますみ | 9月12日       |
| 12   | コッコの選んだ道          | 待田堂子        | 斉藤博   | 斉藤博 白石道太   | 松崎一         | 9月19日       |
| 13   | 俺はロックじゃない!       | 藤本信行        | 寺本幸代 | 寺本幸代          | 高橋昇         | 9月26日       |
| 14   | ドン・コロコローネ参上!   | 待田堂子        | 小林三男 | 小林三男          | 嶋津郁雄       | 10月5日       |
| 15   | また逢う日まで…           | 待田堂子        | 斉藤博   | 横田和善          | 柳瀬譲二       | 10月12日      |
| 16   | 落ちこぼれのポッチ        | 藤本信行        | 小林三男 | 三宅綱太郎        | はっとりますみ | 10月19日      |
| 17   | 怒ったマックス            | 藤本信行        | 斉藤博   | 斉藤博            | 高橋昇         | 10月26日      |
| 18   | 掘ろうぜ、お宝!           | 神尾麦          | 前田康成 | 秦義人            | 岡迫亘弘       | 11月2日       |
| 19   | これがシバタの生きる道!?  | 神尾麦          | 寺本幸代 | 寺本幸代          | 嶋津郁雄       | 11月9日       |
| 20   | サヨナラさん、コンニチハ  | 神尾麦          | 小林三男 | 佐久間信計        | 柳瀬譲二       | 11月16日      |
| 21   | ユーピーって誰?           | 藤本信行        | 斉藤博   | 斉藤博            | はっとりますみ | 11月23日      |
| 22   | 出逢い                    | 藤本信行        | 小林三男 | 小林三男          | 高橋昇         | 11月30日      |
| 23   | 最高のパートナー          | 藤本信行        | 斉藤博   | 三宅綱太郎        | 嶋津郁雄       | 12月7日       |
| 24   | ネコに恋したゼンジー      | 待田堂子        | 前田康成 | 前田康成 白石道太 | 松崎一         | 12月14日      |
| 25   | 天才犬、ジャッキー        | 待田堂子        | 寺本幸代 | 寺本幸代          | 柳瀬譲二       | 12月21日      |
| 26   | 私って○○だったの!?        | 神尾麦          | 小林三男 | 秦義人            | 岡迫亘弘       | 12月28日      |
| 27   | コッコの宝物              | 友野康治        | 斉藤博   | 佐久間信計        | はっとりますみ | 2003年 1月4日 |
| 28   | 駅前のリキュー            | 藤本信行        | 小林三男 | 小林三男          | 高橋昇         | 1月11日       |
| 29   | サンペーがいてくれるから  | 神尾麦          | 斉藤博   | 斉藤博            | 嶋津郁雄       | 1月18日       |
| 30   | やっと会えたね            | 友野康治 神尾麦 | 小林三男 | 三宅綱太郎        | 柳瀬譲二       | 1月25日       |
| 31   | 新たなる旅立ち            | 友野康治 神尾麦 | 前田康成 | 前田康成 白石道太 | 松崎一         | 2月1日        |
| 32   | 立ち上がれ、フレディー!   | 藤本信行        | 斉藤博   | 秦義人            | 岡迫亘弘       | 2月8日        |
| 33   | 勇気をくれた友達          | 藤本信行        | 小林三男 | 佐久間信計        | 嶋津郁雄       | 2月15日       |
| 34   | コロコローネの決意        | 藤本信行        | 前田康成 | 三宅綱太郎        | 柳瀬譲二       | 2月22日       |
| 35   | 長老の言葉                | 神尾麦          | 小林三男 | 小林三男          | はっとりますみ | 3月1日        |
| 36   | 守り石の秘密              | 待田堂子        | 前田康成 | 前田康成 白石道太 | 松崎一         | 3月8日        |
| 37   | 伝説の犬・フレディー      | 藤本信行        | 斉藤博   | 秦義人            | 高橋昇         | 3月15日       |
| 38   | ふぉうちゅんツリーを救え! | 藤本信行        | 斉藤博   | 斉藤博            | 岡迫亘弘       | 3月22日       |
| 39   | おかえり、フレディー      | 友野康治        | 寺本幸代 | 寺本幸代          | 高橋昇         | 3月29日       |

## 放送局
| 放送地域       | 放送局             | 放送系列       | 放送期間                                                   | 放送日時                              | ネット状況               |
| -------------- | ------------------ | -------------- | ---------------------------------------------------------- | ------------------------------------- | ------------------------ |
| 関東広域圏     | テレビ東京         | テレビ東京系列 | 2002年7月4日 - 2002年9月26日 2002年10月5日 - 2003年3月29日 | 木曜 18:30 - 19:00 土曜 09:30 - 10:00 | 製作局                   |
| 北海道         | テレビ北海道       | テレビ東京系列 | 2002年7月4日 - 2002年9月26日 2002年10月6日 - 2003年3月30日 | 木曜 18:30 - 19:00 日曜 07:00 - 07:30 | 同時ネット→1日遅れネット |
| 愛知県         | テレビ愛知         | テレビ東京系列 | 2002年7月4日 - 2002年9月26日 2002年10月6日 - 2003年3月30日 | 木曜 18:30 - 19:00 日曜 07:00 - 07:30 | 同時ネット→1日遅れネット |
| 大阪府         | テレビ大阪         | テレビ東京系列 | 2002年7月4日 - 2002年9月26日 2002年10月6日 - 2003年3月30日 | 木曜 18:30 - 19:00 日曜 07:00 - 07:30 | 同時ネット→1日遅れネット |
| 岡山県・香川県 | テレビせとうち     | テレビ東京系列 | 2002年7月4日 - 2002年9月26日 2002年10月6日 - 2003年3月30日 | 木曜 18:30 - 19:00 日曜 07:00 - 07:30 | 同時ネット→1日遅れネット |
| 福岡県         | TVQ九州放送        | テレビ東京系列 | 2002年7月4日 - 2002年9月26日 2002年10月6日 - 2003年3月30日 | 木曜 18:30 - 19:00 日曜 07:00 - 07:30 | 同時ネット→1日遅れネット |
| 岐阜県         | 岐阜放送           | 独立UHF局      | 2002年7月4日 - 2002年9月26日 2002年10月 - 不明             | 木曜 18:30 - 19:00 火曜 19:27 - 19:57 | 同時ネット→遅れネット    |
| 石川県         | 石川テレビ         | フジテレビ系列 | 2002年10月3日 - 2003年7月17日                              | 木曜 15:35 - 16:05                    | 遅れネット               |
| 富山県         | チューリップテレビ | TBS系列        | 2002年10月5日 - 2003年5月10日 2003年5月18日 - 2003年7月6日 | 土曜 05:30 - 06:00 日曜 05:30 - 06:00 | 遅れネット               |
| 鳥取県・島根県 | 日本海テレビ       | 日本テレビ系列 | 2002年10月5日 - 不明                                       | 水曜 16:00 - 16:30                    | 遅れネット               |
| 沖縄県         | 琉球朝日放送       | テレビ朝日系列 | 2002年10月5日 - 不明                                       | 土曜 06:30 - 07:00                    | 遅れネット               |
| 山形県         | テレビユー山形     | TBS系列        | 2002年10月16日 - 不明                                      | 水曜 10:55 - 11:25                    | 遅れネット               |
| 滋賀県         | びわ湖放送         | 独立UHF局      | 2002年10月18日 - 不明                                      | 金曜 08:00 - 08:30                    | 遅れネット               |
| 福島県         | 福島テレビ         | フジテレビ系列 | 不明 - 2003年5月23日                                       | 金曜 15:32 - 16:00                    | 遅れネット               |
| 日本全域       | AT-X               | CS放送         | 不明                                                       | 月曜 10:30 - 11:00                    | リピート放送あり         |
| 日本全域       | キッズステーション | CS放送         | 不明                                                       | 不明                                  |                          |
| 日本全域       | BSジャパン         | BS放送         | 不明                                                       | 平日 7:15 - 7:45                      | 1年遅れ                  |

- 国外

| 放送地域 | 放送局          | 放送日時 | 遅れ日数 |
| -------- | --------------- | -------- | -------- |
| 香港     | 翡翠台          |          |          |
| カナダ   | en:Fairchild TV |          |          |
| ブラジル | en:Boomerang    |          |          |

## サウンドトラック
- ふぉうちゅんドッグす オリジナル・サウンドトラック（2002年10月2日発売、HiBOOM、IOCD-11026） - 作中で使用されたBGMのほか、オープニングテーマ「ワンダフルLife」とエンディングテーマ「チガウ夢」と第19話の挿入歌「Your Fortune」（歌 - ALLEY:A）も収録。